# Nalīvān
Nalīvān (persiska: نلیوان) är en ort i Iran.   Den ligger i provinsen Västazarbaijan, i den nordvästra delen av landet, 600 km väster om huvudstaden Teheran. Nalīvān ligger 1 445 meter över havet och antalet invånare är 878.
Terrängen runt Nalīvān är varierad. Runt Nalīvān är det ganska tätbefolkat, med 108 invånare per kvadratkilometer. Närmaste större samhälle är Oshnavīyeh, 3,3 km sydväst om Nalīvān. Trakten runt Nalīvān består till största delen av jordbruksmark.